# PGC 2180784
LEDA/PGC 2180784 ist eine Spiralgalaxie vom Hubble-Typ S? im Sternbild Perseus am Nordsternhimmel. Sie ist schätzungsweise 553 Millionen Lichtjahre von der Milchstraße entfernt und hat eine Ausdehnung von etwa 200.000 Lichtjahren. Vom Sonnensystem aus entfernt sich das Objekt mit einer errechneten Radialgeschwindigkeit von näherungsweise 12.300 Kilometern pro Sekunde.

## Galaktisches Umfeld
| Nr. | Galaxie          | Alternativname             | Rek          | Dek          | Distanz/asec |
| --- | ---------------- | -------------------------- | ------------ | ------------ | ------------ |
| →   | LEDA/PGC 2180784 | 2MASX J02404011+4125009    | 02h40m40.12s | +41d25m01.1s | 0            |
| 1   | LEDA/PGC 2180233 | 2MASX J02405010+4122503    | 02h40m50.11s | +41d22m50.7s | 171.20       |
| 2   | LEDA/PGC 2183227 | 2MASX J02402571+4134240    | 02h40m25.71s | +41d34m23.9s | 584.82       |
| 3   | LEDA/PGC 2179231 | 2MASX J02395808+4119114    | 02h39m58.07s | +41d19m11.4s | 589.01       |
| 4   | LEDA/PGC 2181312 | 2MASX J02394680+4127084    | 02h39m46.84s | +41d27m08.6s | 612.70       |
| 5   | LEDA/PGC 10164   | 2MASX J02405473+4113393    | 02h40m54.75s | +41d13m39.4s | 701.09       |
| 6   | LEDA/PGC 2178998 | 2MASX J02394104+4118244    | 02h39m41.03s | +41d18m24.5  | 774.80       |
| 7   | LEDA/PGC 2178895 | 2MASX J02393607+4118024    | 02h39m36.08s | +41d18m02.7s | 834.00       |
| 8   | LEDA/PGC 2179099 | 2MASX J02414748+4118450    | 02h41m47.50s | +41d18m45.3s | 845.82       |
| 9   | NGC 1005         | PGC 10062                  | 02h39m29.20s | +41d29m20.3s | 860.70       |
| 10  | LEDA/PGC 2178789 | 2MASX J02393315+4117393    | 02h39m33.14s | +41d17m39.3s | 875.30       |
| 11  | LEDA/PGC 2179906 | 2MASX J02415984+4121396    | 02h41m59.84s | +41d21m39.6s | 918.28       |
| 12  | LEDA/PGC 2179615 | 2MASX J02420038+4120336 ID | 02h42m00.40s | +41d20m33.9s | 941.04       |